# Epipristis antelucana
Epipristis antelucana är en fjärilsart som beskrevs av Louis Beethoven Prout 1927. Epipristis antelucana ingår i släktet Epipristis och familjen mätare. Inga underarter finns listade i Catalogue of Life.